# Gran Premio motociclistico di Francia 2022
Il Gran Premio motociclistico di Francia 2022 è stato la settima prova del motomondiale del 2022. Le vittorie nelle quattro classi sono andate a: Enea Bastianini in MotoGP, Augusto Fernández in Moto2, Jaume Masiá in Moto3, Mattia Casadei e Dominique Aegerter nelle due gare della MotoE.

## MotoGP

### Arrivati al traguardo
| Pos. | Nº | Pilota                | Squadra                     | Motocicletta       | Giri | Tempo     | Griglia | Punti |
| ---- | -- | --------------------- | --------------------------- | ------------------ | ---- | --------- | ------- | ----- |
| 1º   | 23 | Enea Bastianini       | Gresini Racing              | Ducati Desmosedici | 27   | 41'34.613 | 5º      | 25    |
| 2º   | 43 | Jack Miller           | Ducati Lenovo               | Ducati Desmosedici | 27   | +2.718    | 2º      | 20    |
| 3º   | 41 | Aleix Espargaró       | Aprilia Racing              | Aprilia RS-GP      | 27   | +4.182    | 3º      | 16    |
| 4º   | 20 | Fabio Quartararo      | Monster Energy Yamaha       | Yamaha YZR-M1      | 27   | +4.288    | 4º      | 13    |
| 5º   | 5  | Johann Zarco          | Pramac Racing               | Ducati Desmosedici | 27   | +11.139   | 9º      | 11    |
| 6º   | 93 | Marc Márquez          | Repsol Honda                | Honda RC213V       | 27   | +15.155   | 10º     | 10    |
| 7º   | 30 | Takaaki Nakagami      | LCR Honda Idemitsu          | Honda RC213V       | 27   | +16.680   | 12º     | 9     |
| 8º   | 33 | Brad Binder           | Red Bull KTM Factory Racing | KTM RC16           | 27   | +18.459   | 18º     | 8     |
| 9º   | 10 | Luca Marini           | Mooney VR46 Racing          | Ducati Desmosedici | 27   | +20.541   | 15º     | 7     |
| 10º  | 12 | Maverick Viñales      | Aprilia Racing              | Aprilia RS-GP      | 27   | +21.486   | 14º     | 6     |
| 11º  | 44 | Pol Espargaró         | Repsol Honda                | Honda RC213V       | 27   | +22.707   | 11º     | 5     |
| 12º  | 72 | Marco Bezzecchi       | Mooney VR46 Racing          | Ducati Desmosedici | 27   | +23.408   | 13º     | 4     |
| 13º  | 49 | Fabio Di Giannantonio | Gresini Racing              | Ducati Desmosedici | 27   | +26.432   | 16º     | 3     |
| 14º  | 73 | Álex Márquez          | LCR Honda Castrol           | Honda RC213V       | 27   | +28.710   | 21º     | 2     |
| 15º  | 21 | Franco Morbidelli     | Monster Energy Yamaha       | Yamaha YZR-M1      | 27   | +29.433   | 19º     | 1     |
| 16º  | 4  | Andrea Dovizioso      | WithU Yamaha RNF            | Yamaha YZR-M1      | 27   | +38.149   | 20º     |       |
| 17º  | 40 | Darryn Binder         | WithU Yamaha RNF            | Yamaha YZR-M1      | 27   | +59.748   | 23º     |       |

### Ritirati
| Nº | Pilota            | Squadra                     | Motocicletta       | Giri | Griglia |
| -- | ----------------- | --------------------------- | ------------------ | ---- | ------- |
| 88 | Miguel Oliveira   | Red Bull KTM Factory Racing | KTM RC16           | 24   | 17º     |
| 63 | Francesco Bagnaia | Ducati Lenovo               | Ducati Desmosedici | 20   | 1º      |
| 89 | Jorge Martín      | Pramac Racing               | Ducati Desmosedici | 16   | 8º      |
| 36 | Joan Mir          | Suzuki Ecstar               | Suzuki GSX-RR      | 13   | 6º      |
| 25 | Raúl Fernández    | Tech3 KTM Factory Racing    | KTM RC16           | 6    | 24º     |
| 42 | Álex Rins         | Suzuki Ecstar               | Suzuki GSX-RR      | 5    | 7º      |
| 87 | Remy Gardner      | Tech3 KTM Factory Racing    | KTM RC16           | 3    | 22º     |

## Moto2

### Arrivati al traguardo
| Pos. | Nº | Pilota                  | Squadra                  | Motocicletta | Giri | Tempo     | Griglia | Punti |
| ---- | -- | ----------------------- | ------------------------ | ------------ | ---- | --------- | ------- | ----- |
| 1º   | 37 | Augusto Fernández       | Red Bull KTM Ajo         | Kalex        | 25   | 40'31.726 | 3º      | 25    |
| 2º   | 40 | Arón Canet              | Flexbox HP40             | Kalex        | 25   | +3.746    | 6º      | 20    |
| 3º   | 35 | Somkiat Chantra         | Idemitsu Honda Team Asia | Kalex        | 25   | +4.628    | 10º     | 16    |
| 4º   | 6  | Cameron Beaubier        | American Racing          | Kalex        | 25   | +4.745    | 16º     | 13    |
| 5º   | 79 | Ai Ogura                | Idemitsu Honda Team Asia | Kalex        | 25   | +15.376   | 7º      | 11    |
| 6º   | 23 | Marcel Schrötter        | Liqui Moly Intact GP     | Kalex        | 25   | +17.547   | 12º     | 10    |
| 7º   | 16 | Joe Roberts             | Italtrans Racing         | Kalex        | 25   | +19.035   | 24º     | 9     |
| 8º   | 13 | Celestino Vietti        | Mooney VR46 Racing       | Kalex        | 25   | +19.854   | 18º     | 8     |
| 9º   | 9  | Jorge Navarro           | Flexbox HP40             | Kalex        | 25   | +20.766   | 11º     | 7     |
| 10º  | 62 | Stefano Manzi           | Yamaha VR46 Master Camp  | Kalex        | 25   | +20.879   | 15º     | 6     |
| 11º  | 18 | Manuel González         | Yamaha VR46 Master Camp  | Kalex        | 25   | +21.381   | 23º     | 5     |
| 12º  | 19 | Lorenzo Dalla Porta     | Italtrans Racing         | Kalex        | 25   | +23.892   | 14º     | 4     |
| 13º  | 52 | Jeremy Alcoba           | Liqui Moly Intact GP     | Kalex        | 25   | +26.881   | 26º     | 3     |
| 14º  | 64 | Bo Bendsneyder          | Pertamina Mandalika SAG  | Kalex        | 25   | +26.952   | 8º      | 2     |
| 15º  | 12 | Filip Salač             | Gresini Racing           | Kalex        | 25   | +32.063   | 22º     | 1     |
| 16º  | 24 | Simone Corsi            | MV Agusta Forward Racing | MV Agusta F2 | 25   | +36.712   | 20º     |       |
| 17º  | 84 | Zonta van den Goorbergh | RW Racing GP             | Kalex        | 25   | +50.822   | 25º     |       |
| 18º  | 61 | Alessandro Zaccone      | Gresini Racing           | Kalex        | 25   | +59.691   | 28º     |       |
| 19º  | 75 | Albert Arenas           | Inde GasGas Aspar        | Kalex        | 24   | +1 giro   | 4º      |       |
| 20º  | 4  | Sean Dylan Kelly        | American Racing          | Kalex        | 23   | +2 giri   | 29º     |       |
| 21º  | 96 | Jake Dixon              | Inde GasGas Aspar        | Kalex        | 23   | +2 giri   | 2º      |       |

### Ritirati
| Nº | Pilota            | Squadra                  | Motocicletta | Giri | Griglia |
| -- | ----------------- | ------------------------ | ------------ | ---- | ------- |
| 7  | Barry Baltus      | RW Racing GP             | Kalex        | 19   | 21º     |
| 42 | Marcos Ramírez    | MV Agusta Forward Racing | MV Agusta F2 | 12   | 13º     |
| 51 | Pedro Acosta      | Red Bull KTM Ajo         | Kalex        | 10   | 1º      |
| 2  | Gabriel Rodrigo   | Pertamina Mandalika SAG  | Kalex        | 9    | 19º     |
| 21 | Alonso López      | MB Conveyors Speed Up    | Boscoscuro   | 6    | 5º      |
| 54 | Fermín Aldeguer   | MB Conveyors Speed Up    | Boscoscuro   | 1    | 17º     |
| 14 | Tony Arbolino     | Elf Marc VDS Racing      | Kalex        | 1    | 9º      |
| 28 | Niccolò Antonelli | Mooney VR46 Racing       | Kalex        | 0    | 27º     |

## Moto3

### Arrivati al traguardo
| Pos. | Nº | Pilota             | Squadra                   | Motocicletta  | Giri | Tempo     | Griglia | Punti |
| ---- | -- | ------------------ | ------------------------- | ------------- | ---- | --------- | ------- | ----- |
| 1º   | 5  | Jaume Masiá        | Red Bull KTM Ajo          | KTM RC 250 GP | 14   | 24'04.119 | 3º      | 25    |
| 2º   | 71 | Ayumu Sasaki       | Sterilgarda Husqvarna Max | Husqvarna     | 14   | +0.150    | 11º     | 20    |
| 3º   | 28 | Izan Guevara       | Gaviota GasGas Aspar      | Gas Gas       | 14   | +0.220    | 8º      | 16    |
| 4º   | 7  | Dennis Foggia      | Leopard Racing            | Honda NSF250R | 14   | +0.322    | 1º      | 13    |
| 5º   | 24 | Tatsuki Suzuki     | Leopard Racing            | Honda NSF250R | 14   | +0.529    | 2º      | 11    |
| 6º   | 99 | Carlos Tatay       | CFMoto Racing PrüstelGP   | CFMoto        | 14   | +1.594    | 5º      | 10    |
| 7º   | 11 | Sergio García      | Gaviota GasGas Aspar      | Gas Gas       | 14   | +2.007    | 7º      | 9     |
| 8º   | 6  | Ryusei Yamanaka    | MT Helmets - MSI          | KTM RC 250 GP | 14   | +2.275    | 12º     | 8     |
| 9º   | 53 | Deniz Öncü         | Red Bull KTM Tech3        | KTM RC 250 GP | 14   | +2.502    | 10º     | 7     |
| 10º  | 16 | Andrea Migno       | Rivacold Snipers          | Honda NSF250R | 14   | +2.917    | 6º      | 6     |
| 11º  | 96 | Daniel Holgado     | Red Bull KTM Ajo          | KTM RC 250 GP | 14   | +3.025    | 13º     | 5     |
| 12º  | 17 | John McPhee        | Sterilgarda Husqvarna Max | Husqvarna     | 14   | +3.193    | 16º     | 4     |
| 13º  | 54 | Riccardo Rossi     | SIC58 Squadra Corse       | Honda NSF250R | 14   | +3.330    | 9º      | 3     |
| 14º  | 10 | Diogo Moreira      | MT Helmets - MSI          | KTM RC 250 GP | 14   | +7.993    | 4º      | 2     |
| 15º  | 27 | Kaito Toba         | CIP Green Power           | KTM RC 250 GP | 14   | +9.891    | 22º     | 1     |
| 16º  | 23 | Elia Bartolini     | QJMotor Avintia Racing    | KTM RC 250 GP | 14   | +10.134   | 18º     |       |
| 17º  | 82 | Stefano Nepa       | Angeluss MTA              | KTM RC 250 GP | 14   | +10.444   | 21º     |       |
| 18º  | 48 | Iván Ortolá        | Angeluss MTA              | KTM RC 250 GP | 14   | +10.530   | 24º     |       |
| 19º  | 18 | Matteo Bertelle    | QJMotor Avintia Racing    | KTM RC 250 GP | 14   | +10.812   | 17º     |       |
| 20º  | 31 | Adrián Fernández   | Red Bull KTM Tech3        | KTM RC 250 GP | 14   | +12.382   | 20º     |       |
| 21º  | 98 | José Antonio Rueda | Rivacold Snipers          | Honda NSF250R | 14   | +12.435   | 23º     |       |
| 22º  | 64 | Mario Aji          | Honda Team Asia           | Honda NSF250R | 14   | +12.552   | 27º     |       |
| 23º  | 20 | Lorenzo Fellon     | SIC58 Squadra Corse       | Honda NSF250R | 14   | +12.697   | 15º     |       |
| 24º  | 87 | Gerard Riu Male    | BOE SKX                   | KTM RC 250 GP | 14   | +17.016   | 26º     |       |
| 25º  | 72 | Taiyo Furusato     | Honda Team Asia           | Honda NSF250R | 14   | +26.961   | 25º     |       |
| 26º  | 70 | Joshua Whatley     | VisionTrack Racing        | Honda NSF250R | 14   | +27.278   | 28º     |       |
| 27º  | 22 | Ana Carrasco       | BOE SKX                   | KTM RC 250 GP | 14   | +32.200   | 29º     |       |

### Ritirati
| Nº | Pilota         | Squadra                 | Motocicletta  | Giri | Griglia |
| -- | -------------- | ----------------------- | ------------- | ---- | ------- |
| 43 | Xavier Artigas | CFMoto Racing PrüstelGP | CFMoto        | 11   | 14º     |
| 19 | Scott Ogden    | VisionTrack Racing      | Honda NSF250R | 3    | 19º     |

## MotoE
Tutti i piloti sono dotati di motocicletta fornita dalla Energica.

### Gara 1

#### Arrivati al traguardo
| Pos. | Nº | Pilota             | Squadra                    | Giri | Tempo     | Griglia | Punti |
| ---- | -- | ------------------ | -------------------------- | ---- | --------- | ------- | ----- |
| 1º   | 27 | Mattia Casadei     | Pons Racing 40             | 8    | 13'54.984 | 1º      | 25    |
| 2º   | 77 | Dominique Aegerter | Dynavolt Intact GP         | 8    | +0.826    | 2º      | 20    |
| 3º   | 78 | Hikari Ōkubo       | Avant Ajo                  | 8    | +1.223    | 6º      | 16    |
| 4º   | 11 | Matteo Ferrari     | Felo Gresini               | 8    | +1.701    | 7º      | 13    |
| 5º   | 4  | Héctor Garzó       | Tech3 E-racing             | 8    | +5.754    | 12º     | 11    |
| 6º   | 71 | Miquel Pons        | LCR E-Team                 | 8    | +6.389    | 14º     | 10    |
| 7º   | 51 | Eric Granado       | LCR E-Team                 | 8    | +6.918    | 4º      | 9     |
| 8º   | 7  | Niccolò Canepa     | WithU GRT RNF              | 8    | +7.108    | 8º      | 8     |
| 9º   | 9  | Andrea Mantovani   | WithU GRT RNF              | 8    | +8.584    | 16º     | 7     |
| 10º  | 17 | Alex Escrig        | Tech3 E-racing             | 8    | +8.713    | 11º     | 6     |
| 11º  | 18 | Xavier Cardelús    | Avintia Esponsorama Racing | 8    | +10.395   | 9º      | 5     |
| 12º  | 12 | Javier Forés       | Octo Pramac                | 8    | +11.102   | 10º     | 4     |
| 13º  | 34 | Kevin Manfredi     | Octo Pramac                | 8    | +11.727   | 17º     | 3     |
| 14º  | 6  | María Herrera      | OpenBank Aspar             | 8    | +12.981   | 15º     | 2     |
| 15º  | 72 | Alessio Finello    | Felo Gresini               | 8    | +22.125   | 18º     | 1     |
| 16º  | 21 | Kevin Zannoni      | Ongetta SIC58 Squadracorse | 8    | +40.637   | 3º      |       |

#### Ritirati
| Nº | Pilota       | Squadra        | Giri | Griglia |
| -- | ------------ | -------------- | ---- | ------- |
| 70 | Marc Alcoba  | OpenBank Aspar | 2    | 13º     |
| 40 | Jordi Torres | Pons Racing 40 | 0    | 5º      |

### Gara 2

#### Arrivati al traguardo
| Pos. | Nº | Pilota             | Squadra                    | Giri | Tempo     | Griglia | Punti |
| ---- | -- | ------------------ | -------------------------- | ---- | --------- | ------- | ----- |
| 1º   | 77 | Dominique Aegerter | Dynavolt Intact GP         | 8    | 13'56.252 | 2º      | 25    |
| 2º   | 27 | Mattia Casadei     | Pons Racing 40             | 8    | +0.567    | 1º      | 20    |
| 3º   | 7  | Niccolò Canepa     | WithU GRT RNF              | 8    | +1.688    | 7º      | 16    |
| 4º   | 21 | Kevin Zannoni      | Ongetta SIC58 Squadracorse | 8    | +1.696    | 3º      | 13    |
| 5º   | 51 | Eric Granado       | LCR E-Team                 | 8    | +1.831    | 4º      | 11    |
| 6º   | 78 | Hikari Ōkubo       | Avant Ajo                  | 8    | +2.181    | 5º      | 10    |
| 7º   | 11 | Matteo Ferrari     | Felo Gresini               | 8    | +2.297    | 6º      | 9     |
| 8º   | 4  | Héctor Garzó       | Tech3 E-racing             | 8    | +2.966    | 11º     | 8     |
| 9º   | 70 | Marc Alcoba        | Openbank Aspar             | 8    | +3.961    | 12º     | 7     |
| 10º  | 71 | Miquel Pons        | LCR E-Team                 | 8    | +4.210    | 13º     | 6     |
| 11º  | 9  | Andrea Mantovani   | WithU GRT RNF              | 8    | +4.419    | 15º     | 5     |
| 12º  | 17 | Alex Escrig        | Tech3 E-racing             | 8    | +4.911    | 10º     | 4     |
| 13º  | 12 | Javier Forés       | Octo Pramac                | 8    | +6.158    | 9º      | 3     |
| 14º  | 18 | Xavier Cardelús    | Avintia Esponsorama Racing | 8    | +6.887    | 8º      | 2     |
| 15º  | 6  | María Herrera      | Openbank Aspar             | 8    | +9.802    | 14º     | 1     |
| 16º  | 34 | Kevin Manfredi     | Octo Pramac                | 8    | +10.296   | 16º     |       |
| 17º  | 72 | Alessio Finello    | Felo Gresini               | 8    | +19.456   | 17º     |       |